# Primaires présidentielles du Parti républicain américain de 1976
Les primaires présidentielles du Parti républicain américain de 1976 sont des élections internes au parti républicain ayant désignées Gerald Ford comme candidat à l'élection présidentielle américaine de 1976.
Les principaux candidats étaient le président sortant Gerald Ford et l’ancien gouverneur de Californie Ronald Reagan. Après une série d’élections primaires et de caucus entre le 19 janvier au 8 juin 1976, aucun des deux n’a obtenu la majorité des délégués avant la convention.

## La Convention
La Convention nationale républicaine de 1976 s’est tenue à la Kemper Arena, à Kansas City. Au début du congrès, Ford était considéré comme ayant une légère avance dans les votes des délégués, mais moins que les 1 130 dont il avait besoin pour gagner. Reagan et Ford se disputèrent les votes des délégués individuels et des délégations d’État. Dans le but de courtiser les républicains modérés du Nord, Reagan choqua de nombreux délégués conservateurs en annonçant que s’il remportait l’investiture, le sénateur Richard Schweiker de Pennsylvanie, représentant l’aile libérale nordiste du parti, serait son colistier. La décision s’est toutefois retournée contre lui car peu de modérés se sont tournés vers Reagan. L’État clé du Mississippi, dont Reagan avait besoin, a voté de justesse pour Ford. 
Ford a ainsi remporté de justesse l’investiture au premier tour. Il choisit le sénateur Robert Dole du Kansas comme colistier.

## Résultats
|                   | Votes populaires | Votes des délégués | pourcentage |
| ----------------- | ---------------- | ------------------ | ----------- |
| Gerald Ford       | 5 529 899        | 1 187              | 52,57       |
| Ronald Reagan     | 4 760 222        | 1 070              | 47,39       |
| Elliot Richardson | ?                | 1                  | 0,04        |

### Source
- (en) Cet article est partiellement ou en totalité issu de l’article de Wikipédia en anglais intitulé « 1976 Republican Party presidential primaries » (voir la liste des auteurs).